# 패턴 인식
패턴 인식(영어: pattern recognition)은 인지과학(Cognitive Science)과 인공지능(Artificial Intelligence) 분야에 속하는 문제 중 하나이다. 인지과학은 심리학, 컴퓨터 과학, 인공지능, 신경생물학과 언어학, 철학을 이용하여 지능과 인식의 문제를 다루는 포괄적인 학제적 과학 분야를 말한다. 인공지능은 인간의 학습능력과 추론능력을 인공적으로 모델링하여 외부 대상을 지각하는 능력, 나아가 자연언어와 같은 구문적 패턴까지 이해하는 능력 등을 컴퓨터 프로그램으로 구현하는 기술을 말한다.
인공지능에 관한 연구는 현재 지능형 시스템(Intelligence System)이라는 인공지능에 기반한 정보 시스템 분야로까지 발전하고 있다. 정보화 시대에 쉽게 얻을 수 있는 수많은 데이터들을 적절히 가공하는 것은 물론 정보의 표현과 처리에도 지능형 시스템이 적용되고 있으며 금융, 제조, 스포츠, 서비스 분야 등의 비정보기술 부문에까지 널리 이용되고 있다.
패턴 인식은 공학적 접근법을 이용하여 인공지능의 실제 구현 문제인 센싱된 대상을 인식하는 문제를 주로 다룬다. 패턴인식을 여러 방식으로 정의할 수 있겠지만 "계산이 가능한 기계적인 장치(컴퓨터)가 어떠한 대상을 인식하는 문제를 다루는 인공지능의 한 분야"라고 정의한다.

## 같이 보기
- 특징 추출
- 수치 해석 소프트웨어
- 기계 학습
- 예측 분석론
- 광학문자인식